# Instituto Fields

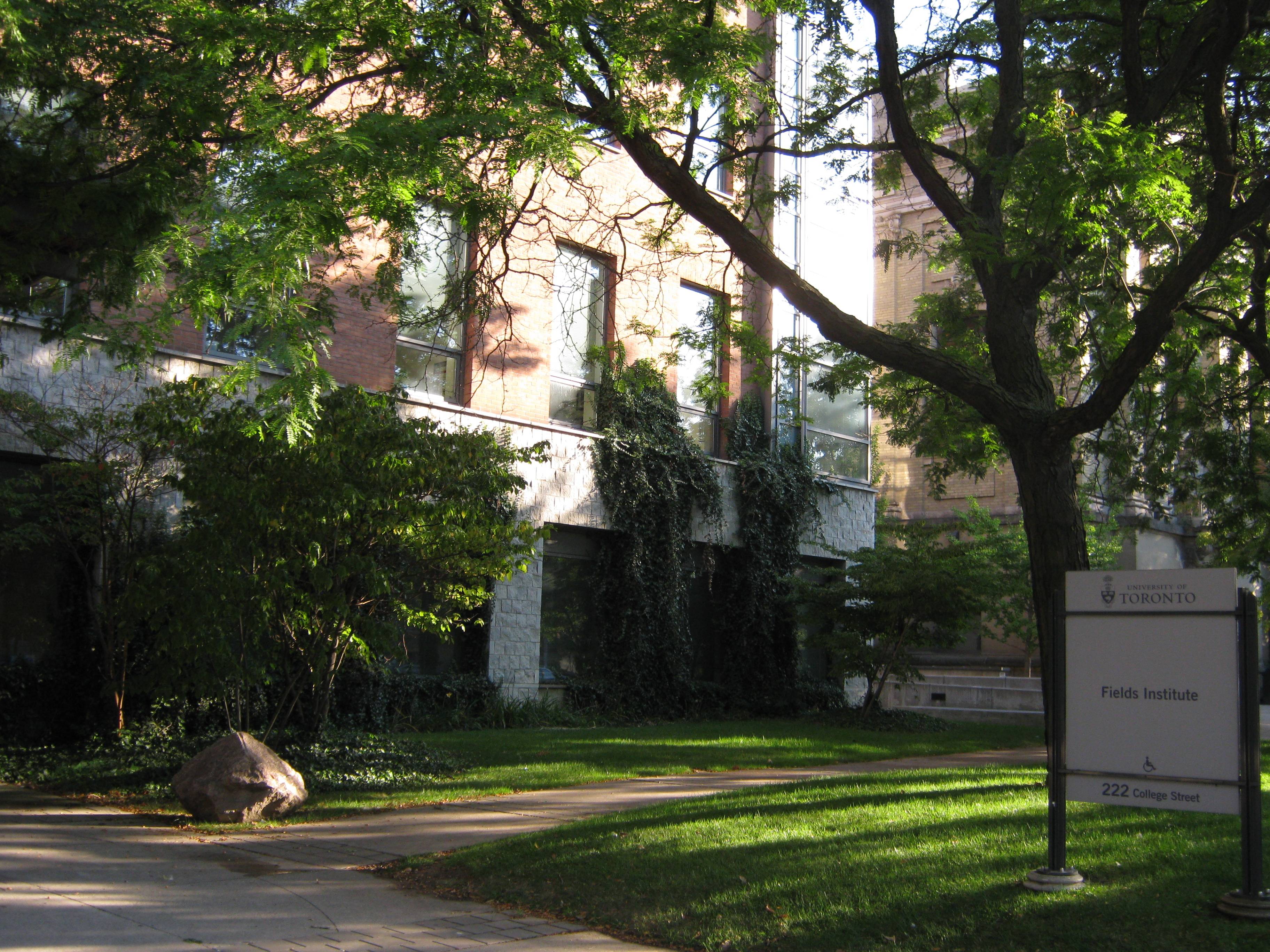
Entrada al Instituto Fields

El Instituto Fields es un centro internacional de investigación en ciencias matemáticas en la Universidad de Toronto. Recibe su nombre en honor del matemático John Charles Fields, creador de la Medalla Fields. Se fundó en 1992 y estuvo localizado brevemente en la Universidad de Waterloo antes de trasladarse a Toronto en 1995.
Siendo centro de actividad matemática, el instituto reúne matemáticos de Canadá así como de otros países. Apoya la colaboración entre matemáticos profesionales e investigadores de otros campos, tales como estadística, ciencias de la computación, ingeniería, física, ciencias biológicas, medicina, economía y finanzas, telecomunicaciones y sistemas informáticos. También realiza reuniones mensuales sobre enseñanza de las matemáticas, a las que asisten participantes de consejos de educación secundaria, departamentos de matemáticas universitarias y el sector privado.

## Edificio

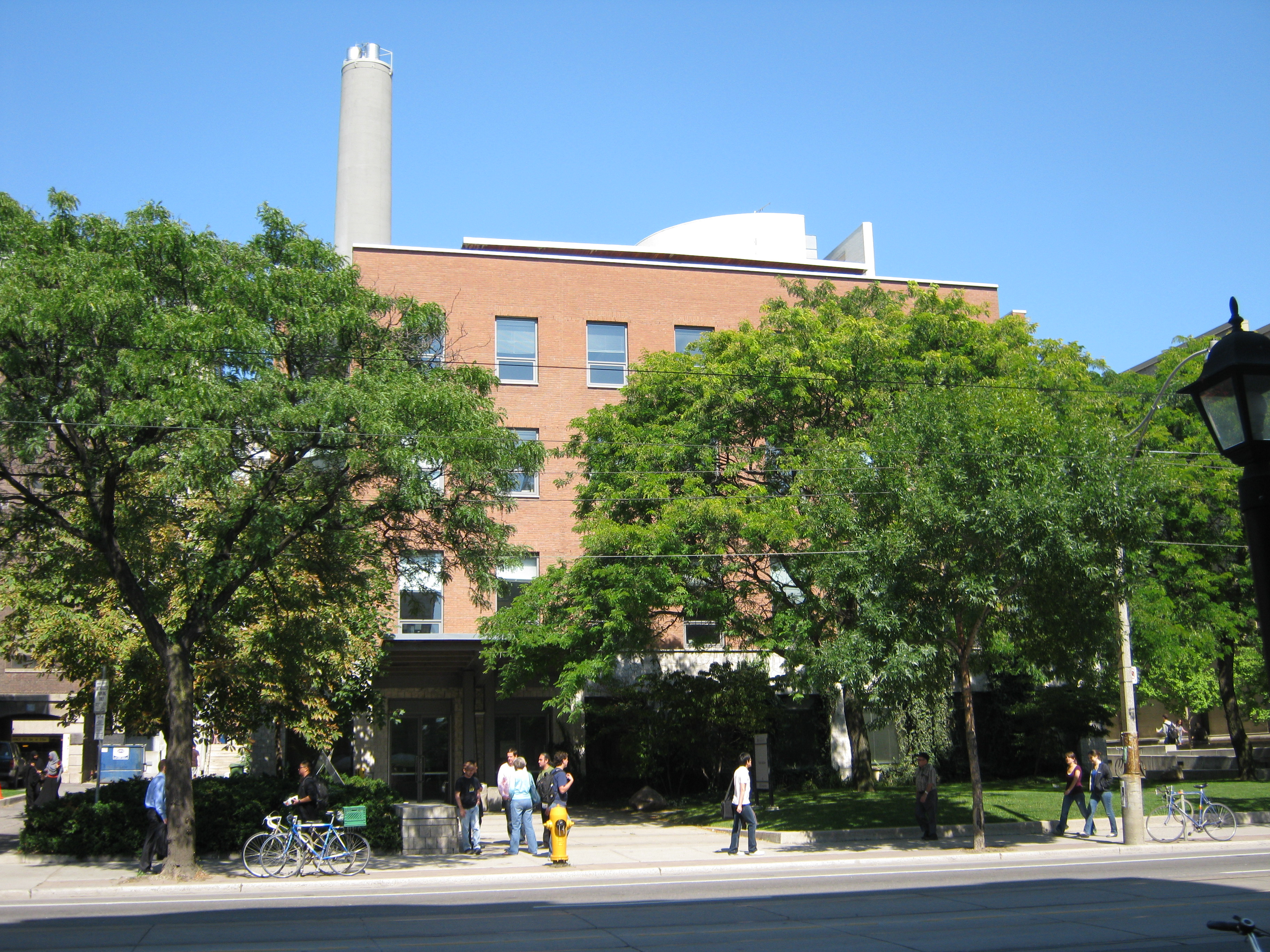
Instituto Fields.

El instituto se encuentra en un edificio diseñado y construido específicamente para sus actividades, diseñado por Kuwabara Payne McKenna Blumberg Architects. Puede dar espacio hasta 66 visitantes y los administrativos de apoyo, proporcionando espacio de oficina y acceso completo a la colección matemática de las bibliotecas de la Universidad de Toronto.
Las Monografías del Instituto Fields ( Fields Institute Monographs) presentan los trabajos de investigación del institito y se publican en conjunto con la American Mathematical Society.